# Ancuro
Nella mitologia greca, Ancuro (in greco antico: Ἄγχουρος) era il nome di uno dei figli di Mida.

## Il mito
Un giorno vicino alla città capitale del regno di Ancuro, si era aperto un piccolo baratro. Tale voragine lentamente si ampliava minacciando di travolgere e inghiottire la città intera.
Ancuro volendo evitare il disastro che si stava preannunciando si rivolse all'oracolo.

### Il responso dell'oracolo
L'oracolo rispose che per richiudere tale orifizio bastava che il re ci gettasse quello che aveva di più prezioso.
Allora Ancuro iniziò a gettargli dentro monete, oro e gioielli ma nulla, la voragine anzi si ingrandiva. Il re gettò tutto quello di prezioso che aveva, ma l'abisso si parava innanzi a lui sempre minaccioso.
Alla fine il sovrano perse pazienza e speranza e si gettò nel vuoto. Subito dopo la voragine si rinchiuse su di lui.

### Moderna
- Anna Ferrari, Dizionario di mitologia ISBN 88-02-07481-X